# Jean-Bernard Chalette
Pour les articles homonymes, voir Chalette.
Jean-Bernard Chalette est un peintre français qui naquit le 6 mai 1631 rue du Poids-de-l'Huile, à Toulouse (Haute-Garonne) et décéda le 29 novembre 1684 à Rennes (Ille-et-Vilaine, paroisse Saint-Jean) à l'âge de 53 ans. Il était fils du peintre Jean Chalette et de noble Françoise Parier.

## Biographie
Jean-Bernard Chalette fut baptisé le 6 mai 1631 à la paroisse du Taur (Toulouse), parrain : Jean-Bernard Samaran, prêtre et régent de l’Esquile, marraine : damoiselle Jeanne de Lalé, femme d’André Delabet, maître chirurgien.
Jean-Bernard Chalette fut, le 23 février 1678, parrain au baptême de Jean de La Haye, fils de Pierre de La Haye et de Julienne Jourdan, en la paroisse Saint-Jean, à Rennes (Ille-et-Vilaine).
Décédé à Rennes, paroisse Saint-Jean, son corps fut transféré en l'église des Minimes de Rennes où, selon son testament, il avait choisi sépulture.

### Toulouse: sa première période
Il n’avait que treize ans à la mort de son père. Il reçut en premier apprentissage une formation au sein de l’atelier de son père Jean Chalette, formation qu’il poursuivit à l’atelier de Antoine Durant, peintre et successeur de Jean Chalette. 
Jean-Bernard Chalette est qualifié de compagnon-peintre jusqu’en 1660, puis de maître-peintre dès 1661.
La dernière mention connue de Jean-Bernard Chalette en la ville de Toulouse est lorsqu’il fut témoin à l’acte de sépulture de son fils Estienne Chalette, le 3 décembre 1661, en l’église Saint-Barthélemy.
Jean-Bernard Chalette quitta définitivement la ville de Toulouse entre décembre 1661 et mai 1663.

### Rennes: maturité artistique – maître-peintre du Parlement de Bretagne

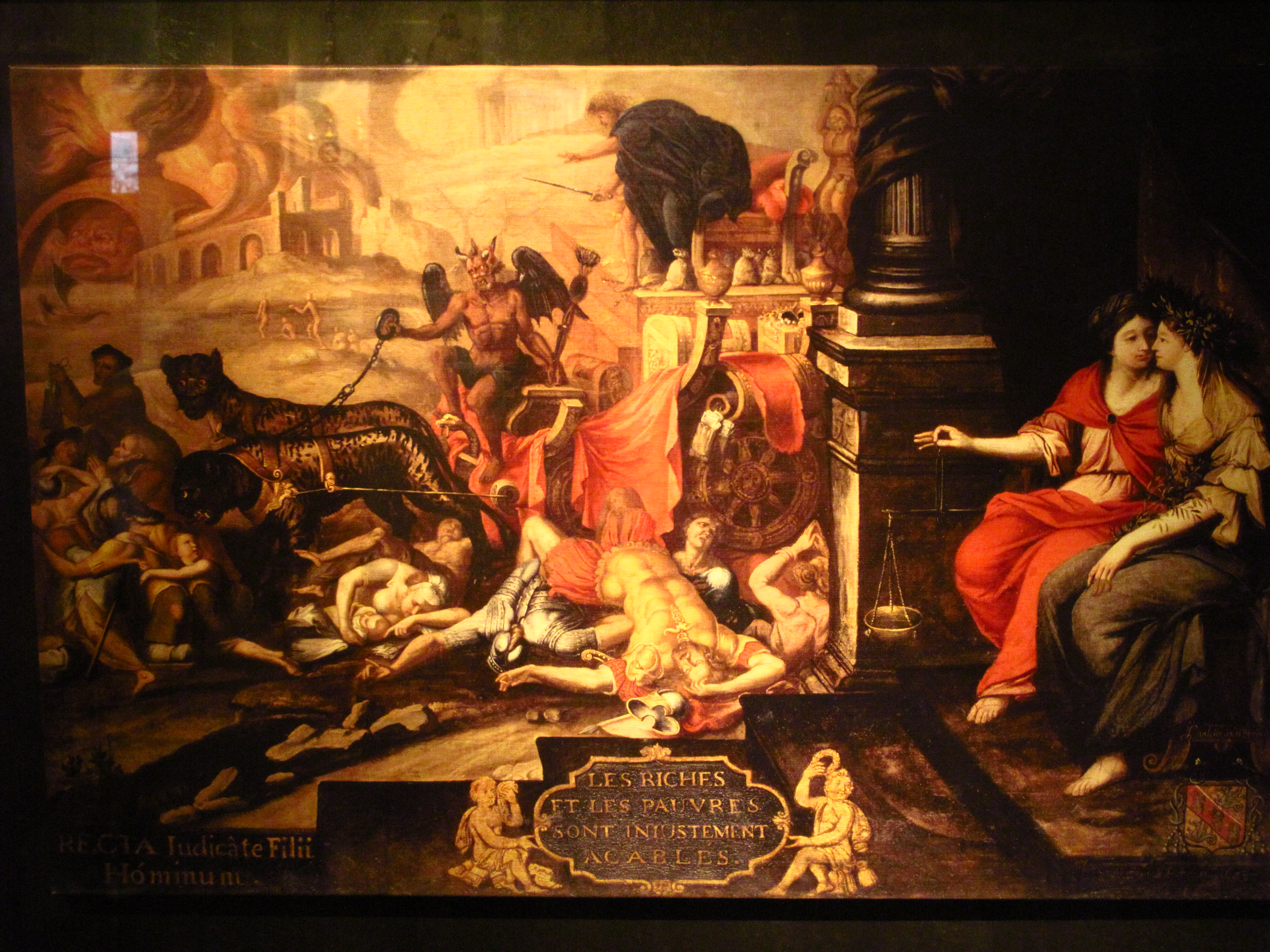
Allégorie de la Révolte du papier timbré (1676), toile conservée au Musée de Bretagne à Rennes.

La première mention connue de Jean-Bernard Chalette en la ville de Rennes est datée du 10 mai 1663, comme directeur du chantier des ornements du dedans du Parlement de Bretagne. Il succéda en cette charge à Antoine Thérine, peintre de la ville de Paris, et eut pour collaborateur François Barbereau, doreur.
Dès lors il réalisa nombre de peintures dont certaines nous sont restées connues (cf. paragraphe sur les Œuvres connues de Jean-Bernard Chalette, ci-après).
Un document du 17 août 1672 ci-dessous cité nous permet de savoir que Jean-Bernard Chalette était maistre paintre à Rennes, y demeurant près les ponts de la porte aux Foullons, paroisse de Saint-Jan.
Jean-Bernard Chalette, dessinateur de cartons de tapisseries
En 1667, Jean-Bernard Chalette collabora, sous la direction d’Antoine de Bray, maître-peintre à Paris, aux dessins pour les tapisseries de la Grand Chambre du Parlement de Bretagne, tapisseries qui furent tissées à Aubusson. Ces tapisseries furent malheureusement lacérées puis brûlées sous la Révolution.
Le 17 août 1672, par acte reçu maître Le Barbier, notaire royal à Rennes, Jean-Bernard Chalette obtint le marché pour les dessins des tapisseries destinées à l’ornement de la Chambre d’audience des Requêtes (occupée aujourd’hui par la bibliothèque de la Cour) . Il réalisa des dessins préparatoires à la plume puis les dessins définitifs peints et colorés à l’huile sur du papier aux dimensions définitives. Ces travaux furent livrés aux frères Gabriel et François Pierron, tapissiers à Aubusson.
Pareillement, Jean-Bernard Chalette réalisa les dessins des sièges et des tapis de ladite Chambre d’audience des Requêtes.
Jean-Bernard Chalette, peintre journalistique
En 1676, il eut l’occasion de réaliser une toile dont le sujet lui fut commandé par monseigneur Jean de La Monneraye, protonotaire apostolique et archidiacre de Rennes : Allégorie de la révolte du papier timbré. Cette peinture n’est autre qu’une critique voire une satire du despotisme royal, faisant allusion à la révolte provoquée par l’établissement d’un nouvel impôt indirect et à l’attitude du Parlement en cette affaire, finalement puni d’exil . En effet, à cause de cette révolte, le Parlement de Bretagne dû déménager de Rennes vers Vannes (Morbihan) de 1675 à 1679.
Jean-Bernard Chalette, peintre pour gens d’église
En témoignent les quelques tableaux énumérés ci-dessous, Jean-Bernard Chalette eut de belles commandes au profit de congrégations religieuses. Il travailla entre autres pour : les religieuses bénédictines calvairiennes de Redon ; la confrérie des saints Étienne, Roch et Sébastien de la paroisse Saint-Pierre de Retiers ; l’abbaye Saint-Georges de Rennes ; l’église paroissiale de Toussaints, à Rennes ; l’abbaye Saint-Melaine, à Rennes ; les religieuses ursulines de Ploërmel.

## Œuvres connues de Jean-Bernard Chalette
- Allégorie de la révolte du papier timbré (1676 – huile sur toile de 1,05 × 1,50 m) visible au musée des Beaux-Arts de Rennes
- Présentation de saint Maur et de saint Placitre à saint Benoît (1678 – huile sur toile de 1,65 × 2,65 m) visible au musée des Beaux-Arts de Rennes
- Totila, Roi des Ostrogoths, visitant saint Benoît au Mont Cassin (1678 – huile sur toile de 3,15 × 2,65 m) visible au musée des Beaux-Arts de Rennes
- Saint Étienne, agenouillé devant la Sainte Trinité avec saint Roch et saint Sébastien (1678 – classée Monument Historique le 11 mai 1907 – huile sur toile de 2,25m par 1,90m) qui est une partie d’un retable visible en l’église Saint-Pierre, à Retiers (Ille-et-Vilaine)
- Louis XIV vénérant le Christ en croix (1668 – classée Monument Historique – huile sur toile de 1,165m par 1,82m) visible au cabinet du Premier Président, à la Cour d’Appel de Rennes (qui était l’ancien Parlement de Bretagne)
- Présentation de Marie au Temple (1666 – classée Monument Historique – huile sur toile de 2,75 × 1,91 m) visible en l’ancienne chapelle des Ursulines, à Ploërmel (Morbihan)
- Sujet religieux indéterminé (1676) peint pour le retable du maître-autel de l’église paroissiale de Toussaints, à Rennes, incendiée par accident en 1793 et démolie sous l’Empire[7].
- La Vierge agenouillée devant la Sainte Trinité (167 ? – huile sur toile de 2,20m par 1,80m) qui est une partie du retable du maître-autel de la chapelle des Bénédictines du Calvaire, à Redon (Ille-et-Vilaine) – visible à la Communauté de la Retraite, à Redon
- Saint Benoît (huile sur toile de 1,50m par 0,80m – classé Monument Historique le 29 novembre 1950) qui est une partie du retable du maître-autel de la chapelle des Bénédictines du Calvaire, à Redon (Ille-et-Vilaine) – visible à la Communauté de la Retraite, à Redon
- Une religieuse bénédictine (huile sur toile de 1,50m par 0,80m – classé Monument Historique le 29 novembre 1950) qui est une partie du retable du maître-autel de la chapelle des Bénédictines du Calvaire, à Redon (Ille-et-Vilaine) – visible à la Communauté de la Retraite, à Redon
- Adèle, duchesse de Bretagne, première abbesse de Saint-Georges, recevant de saint Benoît les statuts de l’Ordre (huile sur toile de 1,66m par 1,47m) peinte pour l’abbaye Saint-Georges, à Rennes – saisie à la Révolution puis portée manquant au catalogue de 1820[8].

## Épouses et descendances
De sa première épouse Anne Dufaur, d’une famille de peintres toulousains, il eut au moins :
1. Estienne Chalette baptisé le 6 mai 1659 en la paroisse de La Dalbade (Toulouse), parrain : Estienne Fontibus, fils de messire Jean Fontibus, visiteur général des... et passages, marraine : Marie-Marguerite de Tesquier, fille de feu messire Pierre Tesquier, procureur à la Cour; et décédé le 2 décembre 1661 à Toulouse. Inhumé le 3 décembre 1661 en l’église Saint-Barthélemy (Toulouse).

Marié en secondes noces le 20 octobre 1676 en l’église Saint-Jean (Rennes) à Perrine Forestin. Les témoins du mariage furent : René Le Roy, Françoise Blanchard sa femme, Jacques Hardy, Jean David, Jacques Honnoré, Thomas Cloux, Guillemette Forestin sœur de la mariée, Anne Tuffin sa nièce, N… Martin, Guillemette Martin sa sœur, et autre Jacques Hardy. 
Le 18 novembre 1677, en la paroisse Saint-Jean (Rennes), Perrine Forestin et Jean-Bernard Chalette sont les marraine et parrain au baptême de Jean-Joseph Cloüet, fils de Julien Cloüet, maître charpentier, et de Marie Le Roux. Sur l’acte, signé par Perrine et Jean-Bernard, Jean-Bernard Chalette est qualifié par le prêtre de maître en l’art de peinture.
Veuve, Perrine Forestin, née vers 1639, se remaria âgée de 47 ans, le 26 novembre 1686 à la paroisse Saint-Jean de Rennes, à Guillaume Tronc, âgé d'environ 28, fils de Gérard Tronc et d'Anne Menesplié.
Une Edmé Chalette était marraine d'Elisabeth Marie Janiaux, le 10 août 1712 à Balazé (Ille-et-Vilaine).
Il est possible que le certain Jean Chalette qui se maria le 17 juillet 1725 à Laillé (Ille-et-Vilaine) à Perrine Grouget soit le fils de Jean-Bernard Chalette et de Perrine Forestin, mais l’acte de mariage ne fait pas mention des parents des époux.